# Маккья, Джованни
Джованни Маккья (итал. Giovanni Macchia, 14 ноября 1912, Трани — 30 сентября 2001, Рим) — итальянский писатель, историк литературы, литературный критик.

## Биография
В 1923 году вместе с родителями переехал в Рим. Окончил филологический факультет Римского университета (1934), защитил диссертацию по творчеству Бодлера. Стажировался в Сорбонне (1935—1936). Преподаватель французского языка и литературы в Пизанском университете (с 1938), профессор Римского университета (с 1949). Основал при университете Институт истории театра и зрелищ (1952).

## Творчество
Автор эссе о французской (Монтень, Шодерло де Лакло, Мольер, французские моралисты, Шатобриан, романтики, Бодлер, Пруст, Камю) и итальянской словесности (Страпарола, Маккиавелли, Мандзони, Пиранделло), об архитектуре Италии и Франции.

## Избранные сочинения
- Baudelaire critico (1939)
- Baudelaire e la poetica della malinconia (1946)
- Scritti di estetica (1948)
- Paradiso della ragione: L’ordine e l’avventura nella tradizione letteraria francese (1960)
- I moralisti classici. Da Machiavelli a La Bruyére (1961)
- Il mito di Parigi(1965)
- Vita, avventure e morte di Don Giovanni (1966)
- Rovine di Parigi (1971)
- I fantasmi dell’Opera: Idea e forme del mito romantico (1971)
- La caduta della luna (1973)
- La letteratura francese del Medioevo (1974)
- Baudelaire (1975)
- L’angelo della notte (Proust) (1979)
- Il Principe di Palagonia (1979)
- Pirandello o la stanza della tortura (1981)
- Saggi italiani (1983)
- Gli anni dell’attesa (1987)
- Proust e dintorni (1989)
- Elogio della luce (1990)
- Teatro delle passioni (1992, премия Бальцана)
- La letteratura francese dal Rinascimento al classicismo (1992)
- Manzoni e la via del romanzo (1994)
- Il naufragio della speranza. La letteratura francese dall’illuminismo all’età romantica (1994)
- Miti, personaggi, fantasmi (1997)
- La stanza delle passioni: Dialoghi sulla letteratura francese e italiana (1997, беседы с Дориано Фазоли)
- La letteratura francese dal tramonto del Medioevo al Rinascimento (1998)

## Признание
Книги Маккиа переведены на ряд европейских языков. Ему присуждены премия Мардзотто (1963), премия Фельтринелли (1977), премия Багутта (1980), премия Медичи (1988), премия Монделло (1989), премия Золотое перо Итальянской республики (1995), Большая премия Французской Академии за заслуги в области франкофонии (2000) и др. Член старейшей в Италии Академии деи Линчеи.